# Ливадеро
 Тази статия е за селото в дем Сервия.  За селото в дем Драма с гръцко име Ливадеро вижте Мокрош.  
Ливадеро̀ или Мо̀кро (на гръцки: Λιβαδερό, катаревуса: Λιβαδερόν, Ливадерон, до 1928 година Μόκρο/Μόκρον, Мокро/Мокрон) е село в югозападната част на Егейска Македония, Гърция, част от дем Сервия на област Западна Македония.

## География
Селото е разположено на 980 m надморска височина, в планината Амар бей (Архондики), южно от град Кожани.

## История

### Етимология
Етимологията на старото име на селището е от българското прилагателно мокър в среден род. За пръв път селото е споменато в кондиката на метеорския манастир „Свето Преображение“ от 1592 – 1593 година, в която са споменати имена на богомолци от селището Мо̀крос (Μόκρος).

### В Османската империя
В 1528 година Мокро има 37 домакинства със 167 жители.
Александър Синве ("Les Grecs de l’Empire Ottoman. Etude Statistique et Ethnographique"), който се основава на гръцки данни, в 1878 година пише, че в Мокрон (Mokron) живеят 510 гърци.
На Етнографската карта на Битолския вилает на Картографския институт в София от 1901 година Мокро е чисто гръцко село в Серфидженската каза на Серфидженския санджак с 55 къщи.
Според статистика на Серфидженския санджак на гръцкото консулство в Еласона от 1904 година в Мокрон (Μόκρον), Серфидженска каза, живеят 600 гърци елинофони християни.
Гробищната „Свети Атанасий“ църква е построена в XVI - XVII век. До нея е построена нова със същото име. „Света Богородица“ съществува отпреди въстанието в 1854 година, при чието потушаване е изгорена. Възстановена е в 1961 година, а в 1991 година е построена на ново. „Свети Николай“ е построена в 1854 година след изгарянето на „Света Богородица“. В 1964 – 1977 година е построена нова със същото име „Свети Николай“. „Свето Възнесение Господне“ е построена в 1965 година, „Свети Илия“ – в 1966, „Свети Георги“ – в 1987 – 1988 година. Последната цъква на селото е „Свети Апостоли“.

### В Гърция
По време на Балканската война на 9 октомври 1912 година настъпващите гръцки части нанасят поражение на османските войски край селото. След това в 1913 година Лазарадес влиза в състава на Кралство Гърция. Първото гръцко преброяване от 1913 година показва 909 жители.
В 1928 година името на селото е сменено на Ливадеро.
Населението традиционно произвежда жито, тютюн и други земеделски продукти, като се занимава и със скотовъдство.
| Име            | Име              | Ново име      | Ново име        | Описание                                                  |
| -------------- | ---------------- | ------------- | --------------- | --------------------------------------------------------- |
| Вакуфико Цаири | Βακούφικο Τσαΐρι | Агии Апостоли | Άγιοι Άπόστολοι | местност на ЮИ от Ливадеро                                |
| Селим          | Σελήμ            | Григари Вриси | Γρήγαρη Βρύση   | извор на ЮЮЗ от Ливадеро                                  |
| Аримения       | Άριμένια         | Рахула        | Ραχούλα         | връх на Ю от Ливадеро и на ЮЗ от Акри (Бисирица) (1045 m) |

| Година    | 1913 | 1920 | 1928 | 1940 | 1951 | 1961 | 1971 | 1981 | 1991 | 2001 | 2011 | 2021 |
| --------- | ---- | ---- | ---- | ---- | ---- | ---- | ---- | ---- | ---- | ---- | ---- | ---- |
| Население | 909  | 993  | 1163 | 1491 | 1714 |      | 1638 | 1517 | 1588 | 1645 | 1232 | 912  |

## Личности
Родени в Ливадеро
- Калиопи Вета (р. 1961), гръцка певица и политик